# Enter (Russian Circles)
Enter è il primo album in studio del gruppo rock statunitense Russian Circles, pubblicato nel 2006.

## Tracce
1. Carpe – 9:01
2. Micah – 8:03
3. Death Rides a Horse – 5:46
4. Enter – 7:54
5. You Already Did – 8:14
6. New Macabre – 5:18